# Herennia milleri
Herennia milleri är en spindelart som beskrevs av Kuntner 2005. Herennia milleri ingår i släktet Herennia och familjen Nephilidae. Inga underarter finns listade i Catalogue of Life.